# Humanae Vitae
Humanae Vitae (llatí: Sobre la vida humana) és una encíclica escrita pel papa Pau VI, promulgada el 25 de juliol del 1968.
Tracta sobre la doctrina catòlica respecte de la sexualitat, la procreació i la regulació artificial de la natalitat. Davant el progrés de la ciència i el desenvolupament de nous mètodes contraceptius i la revolució sexual, l'encíclica reitera la doctrina que la sexualitat humana només és lícita i moralment bona si té lloc dins un matrimoni d'un home i una dona amb respecte mutu i amb l'ànim de procrear. Accepta només l'abstinència com a eina de regulació de la natalitat.
Junt amb Populorum Progressio, és una les encícliques més famoses de Pau VI, tot i que en el seu moment va ser objecte de grans debats i moltes reaccions negatives, entre les quals destaca la de sis metges de Barcelona, que publicaren el 1969 les Reflexions científiques a propòsit de la Humanae Vitae. Tretze anys després, el papa Joan Pau II en l'exhortació apostòlica Familiaris consortio, confirmà que la posició de l'església no havia canviat. El 2008, en ocasió del 40è aniversari de la seva publicació, Benet XVI insistí en la mateixa idea.